# Мекленбургская бухта
Мекленбу́ргская бу́хта (нем. Mecklenburgische Bucht, дат. Mecklenburg Bugt) — морская бухта в юго-западной части Балтийского моря, между немецким берегом на юге, и датскими островами Фальстер и Лолланн на севере.
В некоторых источниках называется Мекленбургский залив.

## Описание
Бухта ограничена на западе островом Фемарн, где она сливается с Кильской бухтой, а с востока полуостровом Дарс. Площадь бухты составляет примерно 3500 км².
Включает в себя также более мелкие бухты: Любекскую и Висмарскую.
Крупнейшими портами являются ганзейские города Любек, Росток и Висмар.
- Мекленбургский залив на карте.

## Экономика
Залив имеет большое значение для морских перевозок в регионе, через него ежегодно проходят свыше 63 200 судов. В связи с увеличением движения в заливе, возникают серьёзные опасения по поводу потенциального загрязнения окружающей среды Балтийского моря.